# طناب‌کشی

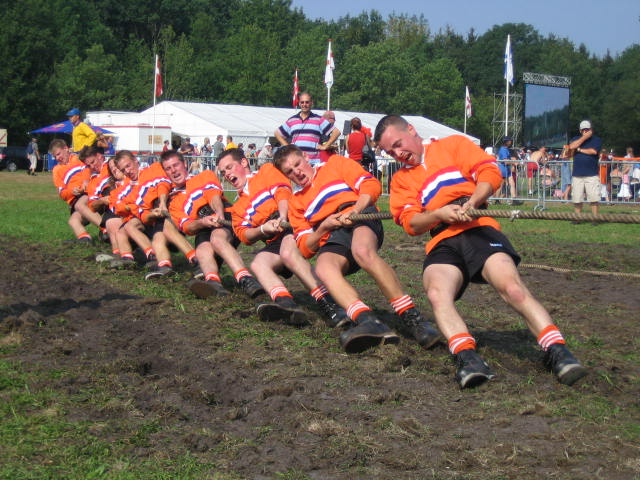
تیم طناب‌کشی جوانان هلند در جام جهانی ۲۰۰۶، شهر آسن.

طناب‌کشی (به انگلیسی: Tug of war) یکی از بازی‌های جهانی است که در آن دو گروه درگیر مسابقه می شوند. هر گروه یک سر طنابی را در دست گرفته و با شروع مسابقه طناب را به طرف خود می کشند. گروهی که موفق شود تیم مقابل را به طرف خود بکشد و از خط وسط زمین رد کند برنده این مسابقه است.
در این بازی زور گروه را اندازه گیری میکنیم.

## طریقه ی بازی
این بازی به وسیله ی طناب وچند نفر آدم انجام می شود.